# 3FM Megahit
De 3FM Megahit is een recent uitgebrachte of te brengen single met mogelijke hitpotentie, die gedurende een week in elk programma van de Nederlandse publieke radiozender NPO 3FM te horen is. De Megahit wordt gekozen tijdens het wekelijkse overleg van de NPO 3FM dj's op woensdagmiddag.

## Geschiedenis
In januari 1993 besloten de omroepen op Radio 3 dat er een nieuwe uniforme tipplaat van de week en één nieuwe publieke hitlijst moest komen; dit werd per zondag 7 februari 1993 de Top 50, die een maand later, per zondag 7 maart 1993, werd hernoemd naar de Mega Top 50. 
Op zondag 31 januari 1993 werd Candy Dulfer met Sax-a-go-go verkozen tot de allereerste 3FM Megahit van de week, toen nog de Radio 3 Megahit geheten. Dit werd in het programma Somertijd op de destijds nieuwe uitzenddag zondag van de TROS op het vernieuwde Radio 3 bekendgemaakt. Dit duurde voort tot dinsdag 31 augustus 1999, toen Rob van Someren en zijn programma Somertijd stopte bij de TROS op toen Radio 3FM.
Vanaf vrijdag 3 september 1999 tot en met vrijdag 31 augustus 2007 werd de nieuwe 3FM Megahit van de week doorgaans op vrijdagochtend rond 10:30 uur in de Arbeidsvitaminen bekendgemaakt. Daarna werd vanaf vrijdag 7 september 2007 de bekendmaking lange tijd in de Coen en Sander Show gedaan, op vrijdagmiddag even na 16:30 uur. Vanaf 5 juni 2015 was de eer aan hun opvolger Frank van der Lende, op vrijdagmiddag rond 16:30 uur in het radioprogramma  Frank & Eva: Welkom Bij De Club!. Sinds vrijdag 16 september 2022 t/m 19 januari 2024 werd de 3FM Megahit bekendgemaakt in het programma Keur in de Middag van Eddy Keur. Sinds vrijdag 26 januari 2024 gebeurt dit in het middagprogramma Mark en Mai.
In juli 2023 werd de 1.500e Megahit gekozen. Ter gelegenheid van dit jubileum werd een 3FM Top Megahit-verkiezing gehouden. 'Impossible' van Nothing But Thieves kreeg de meeste stemmen. 
Europapa van Joost Klein werd op vrijdag 10 mei 2024 voor de tweede keer verkozen tot 3FM Megahit.

## Statistieken

### Artiesten met de meeste 3FM Megahits
- 16x  Anouk
- 15x  Coldplay
- 13x  Son Mieux
- 10x  Racoon
- 9x  Kane
- 9x  Muse
- 8x  BLØF
- 8x  DI-RECT
- 8x  Ilse DeLange
- 8x  Green Day
- 7x  Live
- 7x  Krezip
- 7x  Jay-Z
- 7x  Keane
- 7x  Robbie Williams
- 7x  U2
- 7x  Pharrell Williams
- 7x  Adele
- 7x  Rondé
- 6x  Linkin Park
- 6x  Justin Timberlake
- 6x  Foo Fighters

### 3FM Megahits zonder notering in de3FM Mega Top 50/100
- 3FM Megahit 369: Janice Robinson - Nothing I would change (2000)
- 3FM Megahit 401: Hairy Diamond - Givin' up (2000)
- 3FM Megahit 517: Red Hot Chili Peppers - Can't stop (2003)
- 3FM Megahit 519: Silkstone - What's the reason? (2003)
- 3FM Megahit 544: Jaimeson - Complete (2003)
- 3FM Megahit 546: Mark Ronson, Ghostface Killah & Nate Dogg - Ooh wee (2003)
- 3FM Megahit 548: Ferry Corsten - Rock your body rock (2003)
- 3FM Megahit 554: Paul van Dyk & Vega 4 - Time of our lives (2003)
- 3FM Megahit 950: Athlete - Wires (2012)[2]
- 3FM Megahit 1042: Jett Rebel - Tonight (2014)
- 3FM Megahit 1048: Snow Patrol - I won't let you go (2014)
- 3FM Megahit 1049: SOHN - Artifice (2014)
- 3FM Megahit 1052: The Black Keys - Fever (2014)
- 3FM Megahit 1055: Bade - Hide no more (2014)
- 3FM Megahit 1057: The War on Drugs - Red eyes (2014)
- 3FM Megahit 1059: Usher - Good kisser (2014)
- 3FM Megahit 1061: Twin Atlantic - Heart & soul (2014)
- 3FM Megahit 1070: Mapei - Don't wait (2014)
- 3FM Megahit 1071: Lucas Hamming - Mojo mischief (2014)
- 3FM Megahit 1077: Troye Sivan - Happy little pill (2014)
- 3FM Megahit 1080: Curtis Harding - Keep on shining (2014)
- 3FM Megahit 1083: Foo Fighters - Congregation (2014)
- 3FM Megahit 1100: Tobias Jesso Jr. - How Could You Babe (2015)
- 3FM Megahit 1101: MakeBelieve - Cry like wolves (2015)
- 3FM Megahit 1102: Rondé - We are one (2015)
- 3FM Megahit 1108: Jarryd James - Do you remember (2015)
- 3FM Megahit 1126: Tame Impala - Let it happen (2015)
- 3FM Megahit 1162: Amber Arcades - Fading lines (2016)
- 3FM Megahit 1167: Oscar and the Wolf - The game (2016)
- 3FM Megahit 1181: LIV - Wings of love (2016)

### 3FM Megahits met meeste weken op nummer 1 in de 3FM Mega Top 50/100
- 13 weken: (3FM Megahit 926) Gotye & Kimbra - Somebody that I used to know (2011)
- 10 weken: (3FM Megahit 1046) Clean Bandit & Jess Glynne - Rather be (2014)
- 9 weken: (3FM Megahit 225) Puff Daddy, Faith Evans & 112 - I'll be missing you (1997)
- 9 weken: (3FM Megahit 728) Mika - Relax, take it easy (2007)
- 8 weken: (3FM Megahit 808) Lady Gaga - Poker face (2009)
- 8 weken: (3FM Megahit 850) Caro Emerald - A night like this (2010)
- 8 weken: (3FM Megahit 892) Adele - Rolling in the deep (2010)
- 8 weken: (3FM Megahit 993) will.i.am & Britney Spears - Scream & shout (2013)
- 7 weken: (3FM Megahit 1078) Mr. Probz - Nothing really matters (2014)
- 6 weken: (3FM Megahit 10) Haddaway - What is love (1993)
- 6 weken: (3FM Megahit 139) Coolio & L.V. - Gangsta's paradise (1995)
- 6 weken: (3FM Megahit 646) Madonna - Hung up (2005)
- 6 weken: (3FM Megahit 744) Rihanna - Don't stop the music (2007)
- 6 weken: (3FM Megahit 830) Anouk - Three days in a row (2009)

1993 · 
1994 ·
1995 · 
1996 ·
1997 ·
1998 ·
1999 ·
2000 ·
2001 ·
2002 ·
2003 ·
2004 ·
2005 ·
2006 ·
2007 ·
2008 ·
2009 ·
2010 ·
2011 ·
2012 ·
2013 ·
2014 ·
2015 ·
2016 ·
2017 ·
2018 ·
2019 ·
2020 ·
2021 ·
2022 ·
2023 ·
2024 ·
2025